# 帰ろうか…
『帰ろうか…』（かえろうか）は、日本の歌手である吉幾三が1978年12月20日に発表したアルバムである。

## 概要
吉幾三名義で発表された初のアルバムである。前年にシングル「俺はぜったい！プレスリー」をヒットさせていたが、レコード会社が変わったためこの楽曲は収録されていない。未CD化の作品である。

## 収録曲
作詞・作曲は吉幾三（B面トラック7を除く）。編曲は小六禮次郎。
A面
1. 津軽恋唄
2. 季節はずれ
3. 田舎町
4. 夏まつり
5. 俺はまっすぐ
6. あいつのことなんか

B面
1. と・も・子
2. 詩集Ⅰ
3. あそばれた男
4. 詩集Ⅱ
5. 小さな夢を追いかけて
6. 唇紅（くちべに）
7. 弥三郎節〜津軽じょんがら節[1]